# Roc de Marsal
Le Roc de Marsal est un site préhistorique du Paléolithique moyen, situé à Campagne, en Dordogne (France). Cet abri sous roche a notamment livré en 1961 les restes fossiles d'un enfant néandertalien, lors de fouilles menées par Jean Lafille, un archéologue amateur.
Ce site fait l'objet d'une protection au titre des monuments historiques depuis 1989.

## Situation
Situé en Périgord noir, dans le quart sud-est du département de la Dordogne, le Roc de Marsal se trouve sur la commune de Campagne.
Le site est dans la vallée sèche où se trouve le hameau de la Redonde. Cette vallée est empruntée par la RD 703 et débouche sur la vallée de la Vézère à environ 600 m en aval du bourg de Campagne,. 
Il fait partie de l'ensemble appelé « vallée de la Vézère » et est au cœur d'une région exceptionnellement riche en sites préhistoriques remarquables, dont certains de renommée mondiale, avec au nord la Ferrassie (9 km par la route), au nord-est les sites des Eyzies-de-Tayac, dont l'abri Pataud, la grotte des Combarelles, la grotte de Font-de-Gaume, Laugerie-Basse, Laugerie-Haute et d'autres (~6 à 8 km), Le Moustier et l'abri de la Madeleine (15 km), le site de Laussel et l'abri de Cap Blanc à Marquay (19 km), la grotte de Lascaux (28 km), et de nombreux autres sites.

## Géologie
La vallée sèche de la Redonde est sur le trajet de l’« anticlinal de Saint-Cyprien », qui selon les Séronie-Vivien et Konik, y a amené la formation d'une ligne de falaises. Celles-ci sont constituées d'un calcaire de type grainstone datant du Coniacien moyen (Crétacé supérieur),.

## Historique
Les premières fouilles sur le site sont effectuées en 1953 par Jean Lafille, instituteur au Bugue et archéologue amateur. Il les poursuit jusqu'en 1971, année de sa mort. Il effectue seul ces fouilles, carré par carré, sur une surface totale de 27 m2, mettant au jour des industries moustériennes. Le 15 août 1961, il met au jour des restes de crâne d'enfant. Les autorités scientifiques sont prévenues et les fouilles des semaines suivantes permettent de dégager le squelette d'un enfant néandertalien,,.
Après la mort de Jean Lafille, le site reste en l'état pendant une trentaine d'années, jusqu'à ce que, entre 2004 et 2010, une équipe de plusieurs centres de recherche, dont l'université de Pennsylvanie, l'institut Max-Planck d'anthropologie évolutionniste, et le musée national de Préhistoire des Eyzies-de-Tayac, mène de nouvelles campagnes de fouilles,,.

## Description
Le Roc de Marsal débouche au sommet des falaises selon une orientation sud-ouest, à 180 m d'altitude - c'est-à-dire à 140 m au-dessus du niveau de la Vézère. C'est une grotte de petites dimensions, profonde de 9 m, large de 5,50 m et haute de 3 m. À cet abri s'ajoutent une cavité de plus petite taille et une autre large grotte obstruée. D'après J. Bouchereau (1967), la petite cavité était probablement reliée à la première avant son obstruction.
Son plafond est marqué d'une faille orientée sud-ouest / nord-est. Selon Assassi, l’abri s'est formé à partir de l'élargissement de cette faille.

## Protection
Le site préhistorique de Roc de Marsal est inscrit au titre des monuments historiques le 28 novembre 1989.
Il fait aussi partie du site classé (niveau départemental) de la vallée de la Vézère,. En 2016, cette partie de la vallée de la Vézère devient le plus vaste des grands sites d'Aquitaine. L'objectif visé est l'inscription au patrimoine mondial de l'UNESCO.